# Апчих!
„Апчих!“ (на английски: Atchoo!) е италианско-индийски анимационен сериал, продуциран от Studio Campedelli, Cartobaleno и Cosmos-Maya, и се излъчва по Kids Street през 2017 г.

## В България
В България сериалът започва излъчване по локалната версия на Никелодеон с български дублаж, записан в студио „Про Филмс“. В дублажа участва Кристиян Върбановски, който озвучава Тео.